# Baggio Rakotonomenjanahary
Jhon Baggio Rakotonomenjanahary (ur. 19 grudnia 1991 w Toliarze) – madagaskarski piłkarz grający na pozycji pomocnika w tajskim klubie Sukhothai FC. Reprezentant Madagaskaru.

## Kariera klubowa
W latach 2008 do 2010 grał w Académie Ny Antsika, występującej w lidze madagaskarskiej. Rakotonomenjanahary w latach 2011–2013 reprezentował barwy USS Tamponnaise. Następnie występował w: szwajcarskich Concordii Basel (2013) i BSC Old Boys (2014), tajskich Sukhothai FC (2015-2021) i Port FC (2021-2022) oraz reuniońskim JS Saint-Pierroise (2022). W 2022 roku wrócił do Sukhotai FC.

## Kariera reprezentacyjna
Baggio Rakotonomenjanahary rozegrał w reprezentacji trzy oficjalne spotkania. Pierwszy mecz zagrał 8 października 2011 roku w przegranym 2-4 meczu przeciwko Etiopii. Następny występ w kadrze narodowej zanotował 11 listopada 2011 roku (Madagaskar ponownie przegrał, tym razem z Gwineą Równikową 0-2). Ostatnie, trzecie spotkanie rozegrał 15 listopada 2011 roku ponownie przeciwko reprezentacji Gwinei Równikowej (Madagaskar wygrał 2-1).